# XobotOS
XobotOS è un progetto di ricerca Xamarin che tenta un porting di Android 4.0 da Java/Dalvik a C# per esplorare i benefici di C# nella memoria e nelle performance.
XobotOS è un porting semi-automatico del codice sorgente di Android 4.0 da Java a C#. La parte automatizzata è stata effettuata utilizzando una versione migliorata di Sharpen.